# Nöggerath Theater

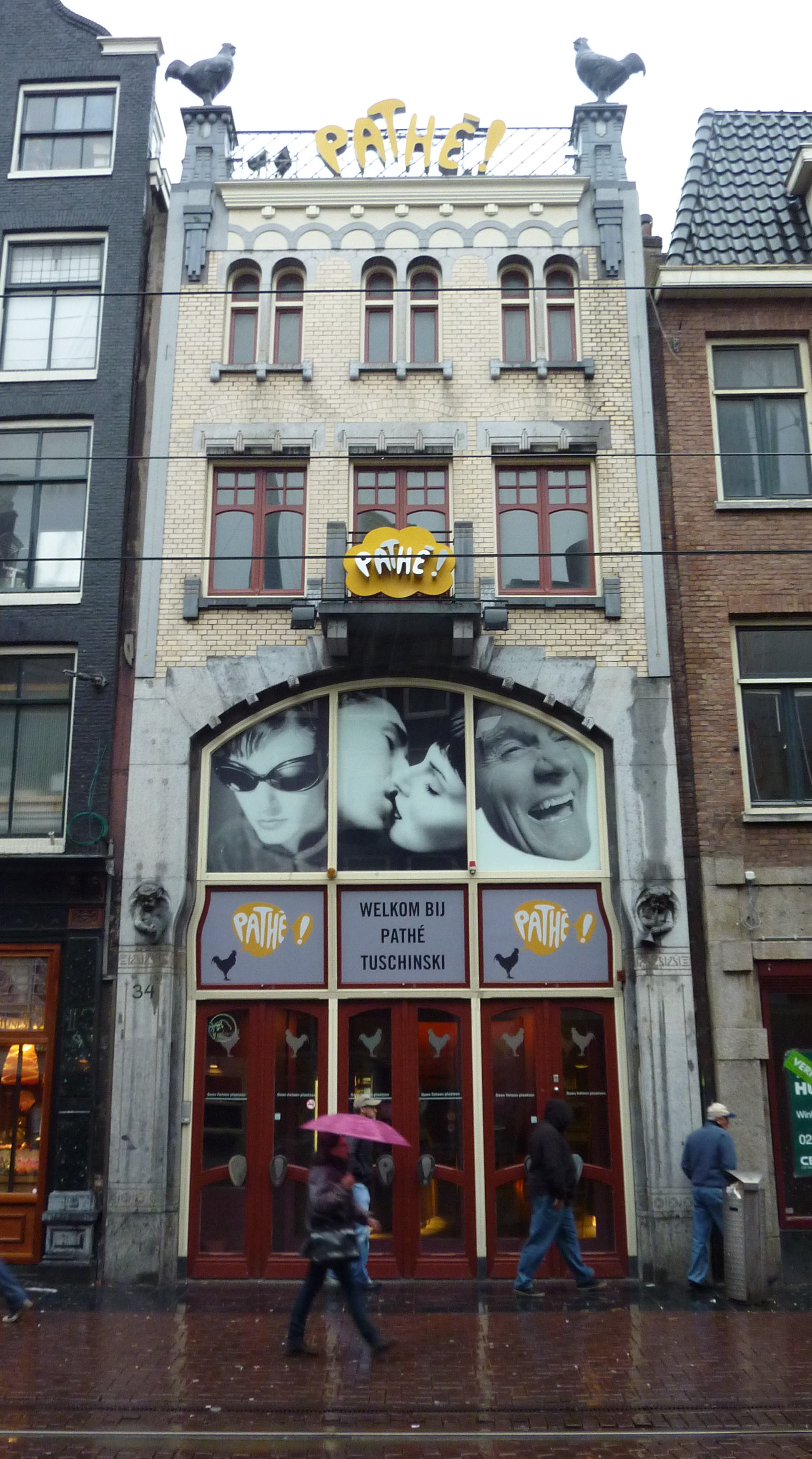
De voormalige Nöggerath bioscoop in 2010

Het Nöggerath Theater was een van de eerste bioscopen in Amsterdam. Sinds 1986 is het gebouw onderdeel van het Tuschinski-complex.
De bioscoop werd op 7 september 1907 aan de Reguliersbreestraat 34  geopend onder de naam Bioscope-Theater, en was opgericht door Anton Nöggerath sr. (1859-1908), de directeur van Filmfabriek F.A. Nöggerath. De zaal bood 700 zitplaatsen. Tot de komst van Theater Tuschinski in 1921 was dit de grootste bioscoop van Amsterdam. In de beginjaren werden er ook theatervoorstellingen gegeven.
Nöggerath werd in 1949 overgenomen door de Tuschinski Maatschappij. In 1963 werd een 70mm projector geïnstalleerd. In februari 1983 werd de bioscoop gesloten. Hij werd na een verbouwing opgenomen in het Tuschinski-complex als Tuschinki 3. De ingang werd een winkel. Na een verbouwing in 1999-2001, waarbij de winkel werd verwijderd, vormt de voormalige bioscoop nu een foyer plus de zalen 4, 5 en 6 van het Tuschinski-complex.

## Architectuur
Het gebouw tussen de Reguliersbreestraat, Schapensteeg en Land van Beloftesteeg werd ontworpen door architect Peter Cornelius Samwel die ook het Grand-Théâtre in de Amstelstraat had ontworpen. Het werd in tien weken gerealiseerd. De Art Nouveau-gevel werd eind jaren veertig verbouwd in de stijl van de Nieuwe Zakelijkheid, en werd in 2001 in de oorspronkelijke staat hersteld. Van het originele interieur is niets bewaard gebleven.

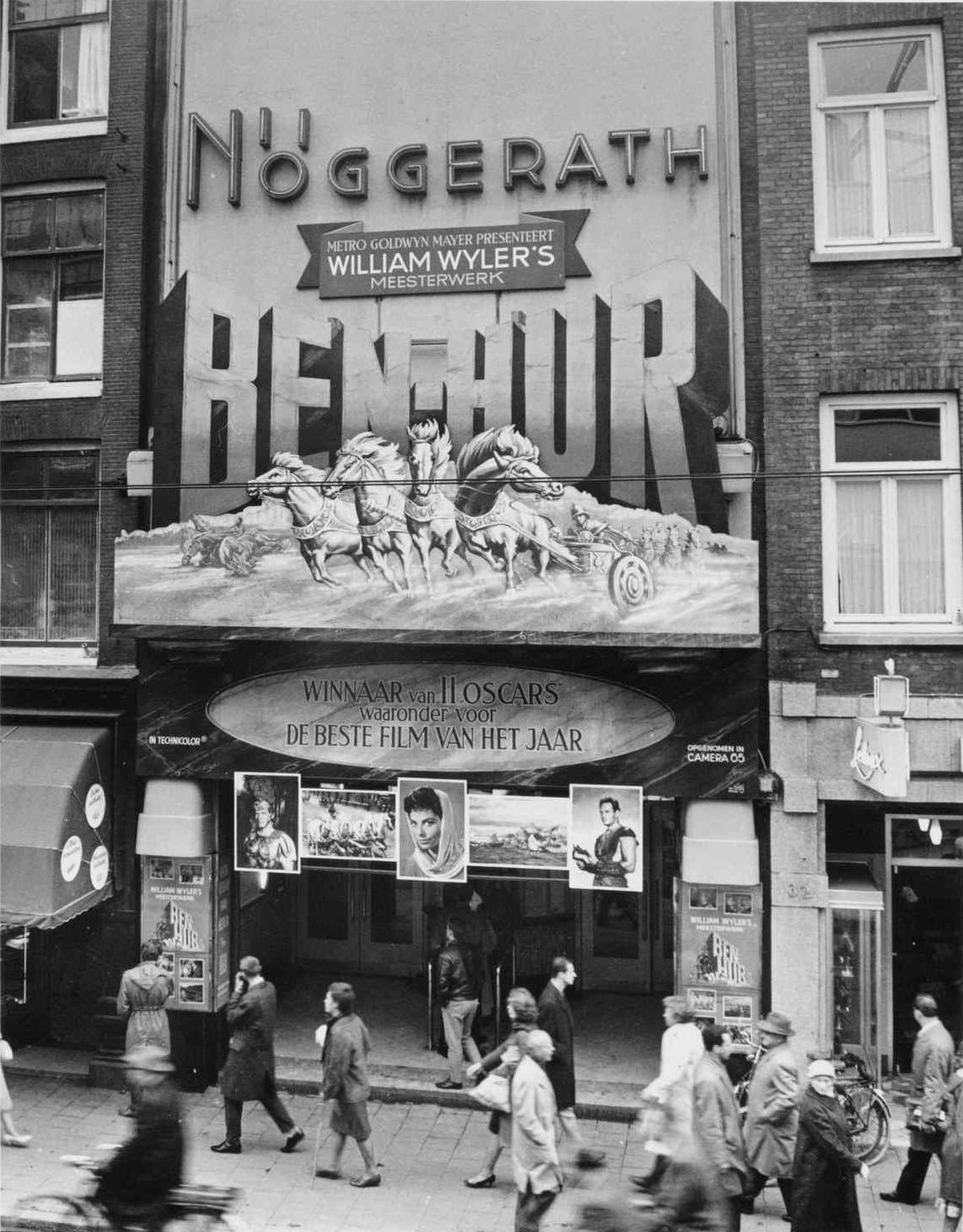
Nöggerath in 1960, foto Ben van Meerendonk